# Szász Endre (képzőművész)

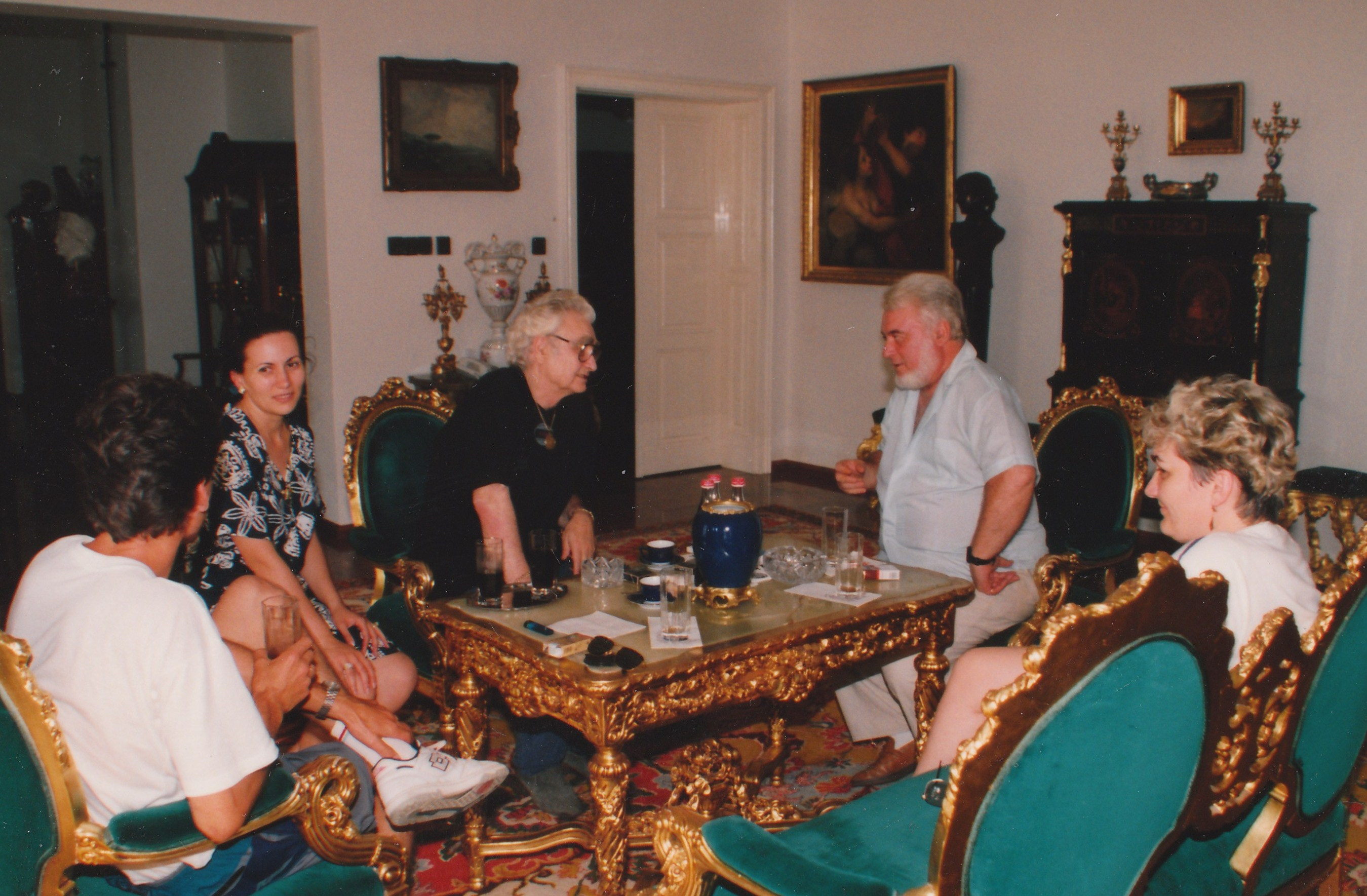
Interjú Szász Endrével

Szász Endre (Csíkszereda, 1926. január 7. – Mosdós, 2003. augusztus 18.) Munkácsy Mihály-díjas magyar festő, grafikus, látványtervező, porcelánfestő, könyvillusztrátor.

## Életpályája
Édesapja Szász Béla orvos, édesanyja Susenka Erzsébet volt. Az ő családjától örökölhette az iparos-kézműves szellemet, tehetséget. Gyermekkorától kezdve természet után rajzolt. Tizenöt évesen volt első kiállítása. Marosvásárhelyen érettségizett, majd 1946-ban a budapesti Képzőművészeti Főiskolán folytatta tanulmányait. Olyan kitűnő mesterek, mint Szőnyi István és Bernáth Aurél keze alatt tanulhatott, ám Szász Endre már akkor is megmutatkozó szabad szelleme nem viselte el sem a Rákosi-éra nyomasztó politikai légkörét, sem az intézményes oktatás kötöttségeit, ezért félbehagyta tanulmányait. Diplomát tehát nem szerzett.
Az 1950-es években koholt vádak alapján egy évet börtönben töltött (1950-ben fegyverrejtegetésért 10 év börtönre ítélték). Szabadulása után könyvillusztrációkat készített, 1951 és 1960 között 600 könyvet illusztrált.
1964-ben Omar Khajjám Rubáiyát című könyve az ő illusztrációival a British Museum nemzetközi pályázatán bekerült a világ harminc legszebb könyve közé. 1968-ban látványtervezője volt az Egri csillagok című nagyszabású magyar történelmi filmnek.
A klasszikus mesterek technikájából merítő, s azt szürrealisztikus elemekkel ötvöző festői stílusával széles körben ünnepelt festővé vált. A szimbolizmus is hatott rá. 1970-től magyar állampolgárként Torontóban, majd az USA-ban élt. 1980-ban hazatérve egy újabb műfajban kamatoztatta tehetségét, a porcelán – mint számára addig kiaknázatlan terület – némi felfogásbeli változást is hozott számára. A hollóházi porcelán manufaktúrában több jelentős porcelánmotívumot jegyez. Opálos szürkében játszó képzeletbeli, szürrealisztikus alakjait egyesítette a keleti ornamentika vonaljátékának stílusával.

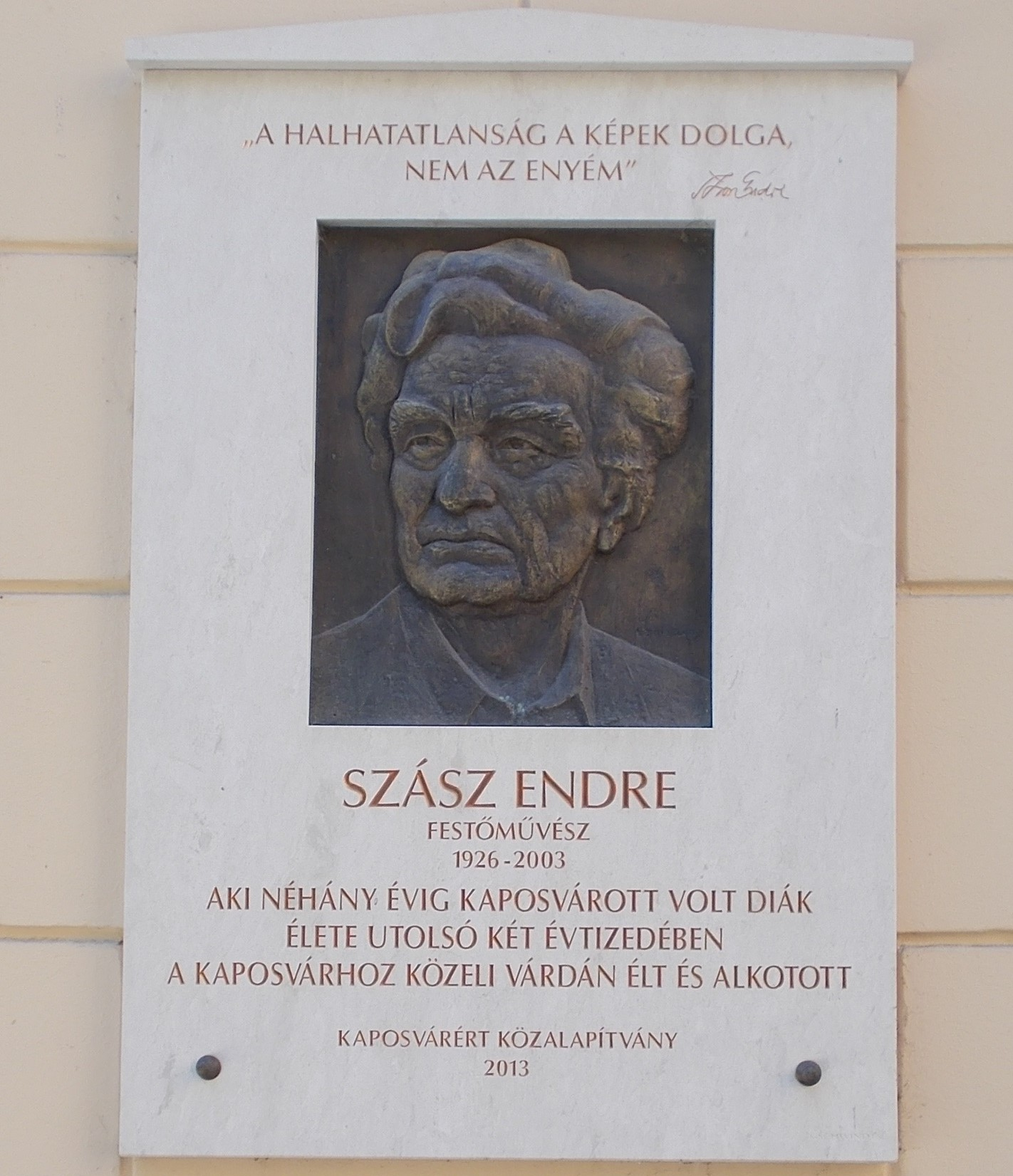
Szász Endre-emléktábla Kaposvárott

Hazatelepülése után, Várdán, a Somogyi-dombságban megbúvó békés kis faluban lakott haláláig, a Somssich család hajdani kastélyában. A meglehetősen romos épületet eredeti állapotában újította fel, kertjébe több száz különleges fát és cserjét ültetett. 2000-től képzőművészeti táborokat is rendezett a településen, ahol szobrászatot és festészetet gyakorolhattak a fiatalok. 2003-ban hunyt el, a kaposvári Keleti temetőben temették el.
2006-ban ugyancsak Várdán posztumusz megnyílt a Szász Endre Képgaléria, ahol megtekinthetők voltak művei, de ezek később átkerültek a 2010-ben megnyílt várdai Szász Endre Könyvtárba. A 2011. évtől megnyitotta kapuját a Szász Endre életművét bemutató kiállítás és az általa Várdán elhelyezett gyűjtemény, amely máig is látogatható Szász Endre özvegye Szászné Hajdú Katalin jóvoltából.
Korábbi, 4. felesége, Lula (Schauermann Ibolya) 2009-ben Szász Endre amerikai éveiben gyűjtött nagy értékű hagyatékát felajánlotta a miskolci Herman Ottó Múzeumnak. A mintegy 300 darabos gyűjtemény a művész alkotásai mellett távol-keleti és afrikai néprajzi anyagot is tartalmaz.
„Szász Endre művészete egyedi, a 20. századi hazai grafikában és festészetben meghatározó, iskolateremtő”.

## Közterületeken, illetve közintézményekben látható alkotásai
Keze nyomát őrzi a Budapesten az M3-as metróvonal Dózsa György úti metróállomásán, mindkét irányban található egy-egy méretes, Dózsát ábrázoló tűzzománc alkotása.
Világviszonylatban is unikális vállalkozás volt, hogy a Mester – mintegy új műfajt teremtve – ötven „porcelánfal”-ra dolgozta rá teremtő képzeletének forma- és színgazdag figuráit. A freskókkal vetekedő méretű porcelán faliképek megalkotásakor a nyers, mindössze öt milliméter vastagságú porcelánra szórópisztollyal fújta rá a festéket; a lapok kiégetése ezt követően történt meg. Evvel a technikával készült a Győri Nemzeti Színház előcsarnokának arany-fehér porcelánfala, a Miskolci Egyetem aulájának faliképe, valamint a kaposvári kormányhivatal Somogy vármegye múltját és jelenét bemutató több mint 100 darabból álló porcelánkép-sorozata.

## Stílusának jellegzetességei
Szász Endre életművének jellegadó darabjaiban többnyire erősen stilizált (jellemzően nő)alakokkal találkozhatunk. Általában olyan szemből ábrázolt félalakokat teremt meg művészi fantáziája, akik keskeny arcukkal, hosszú nyakukkal és vállukkal Botticelli és Amedeo Modigliani örökségét idézik fel a szemlélőben. Önmaga-teremtette, szuverén művészi világában a motívumkészlet állandóan gazdagodott. Az életpályája végéig dominánsnak tekinthető nőalakok mellett oeuvre-jében mind gyakrabban tűntek fel a szárnyaló képzeletet a valósággal egyesítő sárkányok, lebegő halak, elkorhadt fatörzsek, pusztulásnak indult, lakatlanná vált városok. (A kritika szerint Szász Endre munkásságára nagyban hatottak a keleti illusztrációk.)

## Ismert mondása
„A halhatatlanság a képek dolga, nem az enyém.”

## Elismerései
- 1965 – Munkácsy Mihály-díj
- 1992 – A Magyar Érdemrend tisztikeresztje
- 1992 – Lipcsei Aranyérem
- 2003 – A Magyar Érdemrend parancsnoki keresztje (posztumusz)